# سکبینه

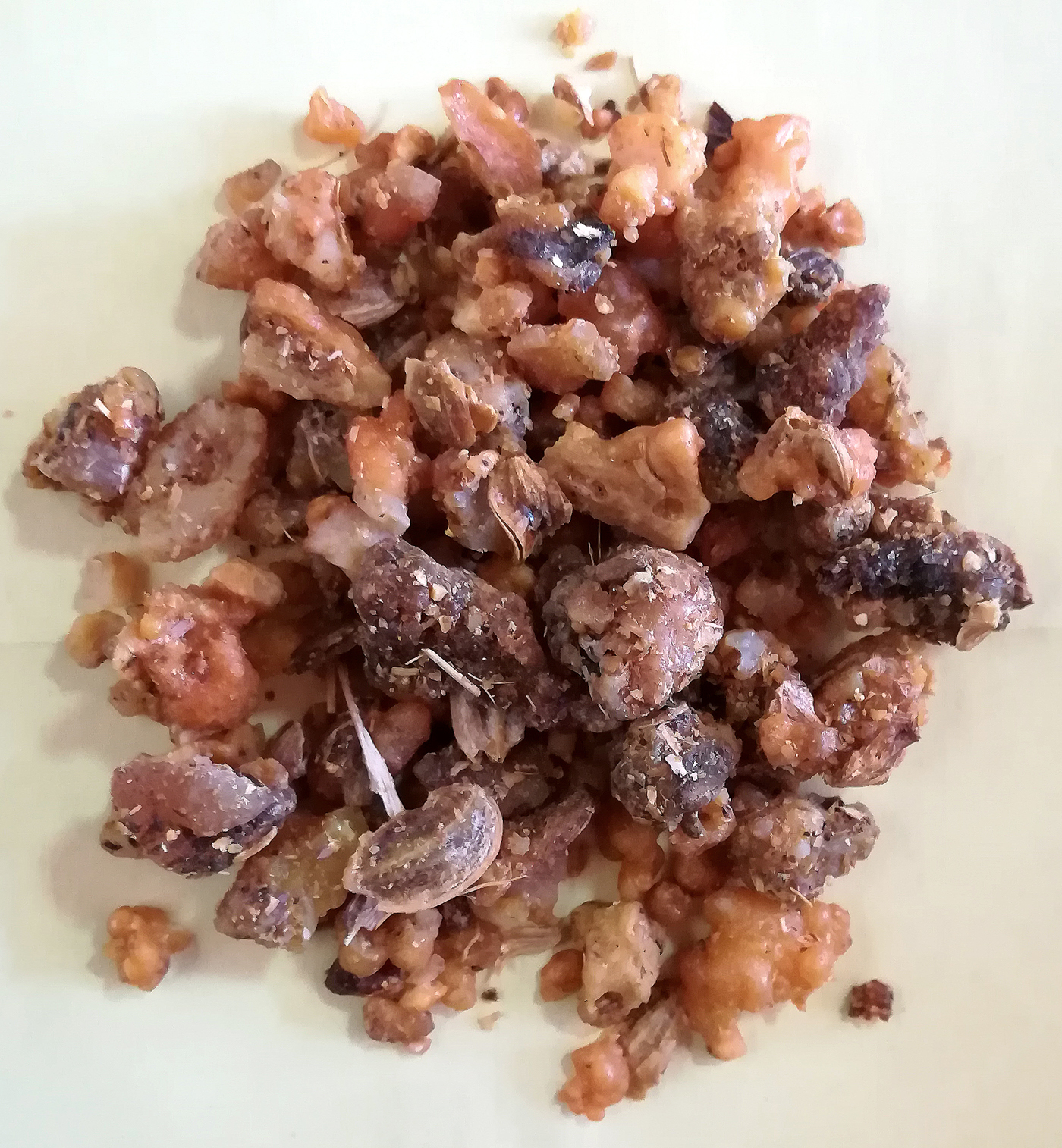
صمغ سکبینه

سکبینه، (به انگلیسی: Sagapenum) صمغ سرخ یا زرد رنگی است با بوی تند شبیه بوی سیر و آنقوزه که طعم آن کمی ترش و تلخ است. صمغ سکبینه از گیاهی با نام، (نام علمی: Ferula persica) گرفته می‌شود.
در کتابهای طب سنتی به نام‌های «سکبینج»، «صاغافایون» و «صاغافیون» خوانده شده است. همچنین (به فرانسوی: Sagapenum). گفته می‌شود.

## مشخصات
صمغ سرخ یا زرد رنگی است که از گیاهی از خانوادهٔ چتریان گرفته می‌شود.
در صمغ سکبینه اسانس زرد رنگی وجود دارد که در حالت معمولی سیال است.

## در طب سنتی
در کتاب‌های طب سنتی خواص عدیده‌ای برای این صمغ نوشته شده است. از نظر طبیعت این صمغ گرم و خشک، مسهل زرداب و بلغم غلیظ است. برای دفع سنگ کلیه مفید است.